# Nam Phong tạp chí

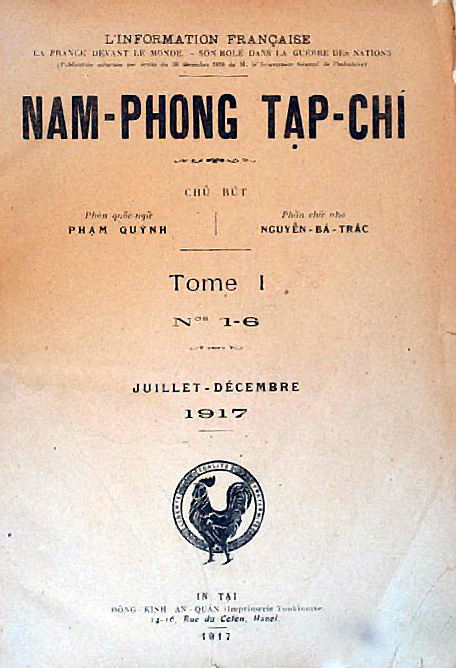
Trang bìa ấn bản số 1, năm 1917

Nam Phong tạp chí là một tờ nguyệt san xuất bản tại Việt Nam từ ngày 1 tháng 7 năm 1917 đến tháng 12 năm 1934 thì đình bản, tất cả được 17 năm và 210 số. Tạp chí Nam Phong do Phạm Quỳnh làm Chủ nhiệm và Chủ bút; Phạm Quỳnh làm Chủ biên phần chữ quốc ngữ và Nguyễn Bá Trác làm Chủ biên phần chữ nho. Nam Phong là một trong những tạp chí Việt Nam đầu tiên đúng thể thức, bài bản và giá trị về tri thức, tư tưởng. Trụ sở tòa soạn ban đầu ở nhà số 1 phố Hàng Trống, Hà Nội – cùng nhà Phạm Quỳnh lúc bấy giờ, năm 1926 chuyển về nhà số 5 phố Hàng Da, Hà Nội.
Nam Phong thường đăng nhiều bài văn, thơ, truyện ngắn, phê bình văn học, và tài liệu lịch sử bằng chữ Quốc ngữ. Được thực dân Pháp dùng để tuyên truyền cho chế độ thực dân, cương lĩnh chính trị của tạp chí ít được chú ý. Tuy nhiên, tạp chí đã góp phần vào việc truyền bá chữ Quốc ngữ tại Việt Nam và bước đầu gây dựng nền quốc học bằng chữ Quốc ngữ.

## Bối cảnh ra đời
Xã hội Việt Nam trước khi Tạp chí Nam Phong ra đời là một thời kỳ có nhiều biến đổi sâu sắc về lịch sử chính trị, văn hóa, giáo dục.
Năm 1904, gần như cùng một lúc xuất hiện hai phong trào Đông Du và Duy Tân. Phong trào Đông Du do Phan Bội Châu lãnh đạo. Phong trào Duy Tân do Phan Chu Trinh đề xướng. Cả hai phong trào cuối cùng đều bị Pháp dẹp năm 1908 sau các cuộc biểu tình chống thuế của dân chúng miền Trung và cuộc đầu độc lính Pháp ở Hà Nội xảy ra năm 1908.
Tháng 4 năm 1913, Việt Nam Quang phục Hội đã tổ chức hai cuộc tấn công tại Hà Nội, đều bị Pháp triệt tiêu ngay.
Năm 1914, Đại chiến Thế giới lần thứ nhất bùng nổ. Người Việt Nam phải chia sẻ gánh nặng chiến tranh cùng với Pháp. Thanh niên trẻ bị đôn quân bắt lính phải tham chiến với Pháp ở châu Âu.
Nam kỳ là thuộc địa nên sự hòa hợp văn hóa cũng sớm hơn. Tại Trung kỳ và Bắc kỳ, phong trào Duy Tân do Phan Chu Trinh đề xướng từ năm 1905, kêu gọi cải cách văn hóa, được giới trí thức cấp tiến hưởng ứng mạnh mẽ. Thời điểm này là thời điểm chữ Nho, văn tự chính thức của triều đình Huế sử dụng qua nhiều thế kỷ sắp bị thay thế bằng chữ Quốc ngữ. Thời kỳ này hàng loạt báo chí bằng chữ Quốc ngữ ra đời ở cả ba miền Bắc, Trung, Nam.
Năm 1915, kỳ thi Hương tại Nam Định được coi như kỳ thi Nho học cuối cùng ở Bắc kỳ. Riêng ở Trung kỳ, các kỳ thi Hương năm 1918 là tận số và thi Hội năm 1919 mới là lần cuối.

## Ra đời
Tạp chí Nam Phong đã xuất bản bằng hai thứ chữ, chữ Quốc ngữ và chữ Nho, dung hòa người Việt trên con đường hòa nhập văn hóa Á – Âu; Phạm Quỳnh đã kính cáo bạn đọc tại số đầu tiên ra ngày 1 tháng 7 năm 1917.
Việc thành lập tạp chí Nam Phong là chủ trương của chính phủ Liên bang Đông Dương do toàn quyền Albert Sarraut đề xướng với mục tiêu đẩy mạnh vai trò văn hóa và chính trị của nhà nước Bảo hộ. Kinh phí của báo là do chính phủ trang trải. Cùng đứng tên là Giám đốc Sở Mật thám Đông Dương Louis Marty.
Đồng thời với việc cho ra báo Nam Phong ở ngoài Bắc thì ở Nam Kỳ Toàn quyền Sarraut cũng cho phát hành báo Tribune Indigène cũng một mục đích nhưng khác với tờ Nam Phong in bằng tiếng Việt, tờ Tribune Indigène chỉ dùng tiếng Pháp.

## Tôn chỉ, Mục đích

Trang miêu tả mục đích của Nam Phong tạp chí

### Tôn chỉ
Với ý tưởng Nam Phong là ngọn gió nước Nam, ngay từ đầu, tôn chỉ của tờ nguyệt san đã nêu rõ:
1. Diễn đạt truyền bá tư tưởng, học thuật đông tây kim cổ;
2. Luyện quốc văn trở nên hoàn thiện, bồi dưỡng Việt ngữ phong phú, uyển chuyển, sáng sủa và gãy gọn;
3. Lấy đó làm nền tảng dân tộc rồi phát triển thành tinh thần dân tộc.

Dưới sự chỉ đạo mềm dẻo và thâm thúy của Phạm Quỳnh, các tôn chỉ đó được thể hiện sinh động trên cơ sở các chuyên mục của tạp chí, như: Lý thuyết, Văn hóa bình luận, Khoa học bình luận, Triết học bình luận, Văn uyển, Tạp văn, Thời đàm, Tiểu thuyết...

### Mục đích chính
- Dùng chữ quốc ngữ để diễn tả, giải thích các tư tưởng, học thuật Âu – Á để mang những kiến thức này đến cho người không biết tiếng Pháp hoặc chữ nho.
- Truyền bá chữ quốc ngữ vào Việt Nam, nâng cao trình độ chữ quốc ngữ thành một nền ngôn ngữ so sánh được với tiếng Pháp và chữ nho.

Để thực hiện mục đích trên, nhóm biên tập tạp chí Nam Phong:
- Khảo cứu và viết bài về triết học, khoa học, văn chương, lịch sử của Á Đông và Âu Tây
- Đăng những sáng tác đương đại: truyện ngắn, du ký, tùy bút, v.v.
- Dịch các tác phẩm triết học, văn học từ tiếng Pháp hoặc chữ nho
- Sưu tầm và đăng tải thơ văn cổ của Việt Nam, kể cả chữ nho và chữ Nôm
- In lại các sách cũ của Việt Nam, như bộ Lịch triều hiến chương loại chí

## Tầm ảnh hưởng

Trang bìa ấn bản số 196

Nam Phong mỗi tháng ra một kỳ, khổ lớn, dày 100 trang, có sức mạnh cạnh tranh với các báo khác.
Theo Dương Quảng Hàm, tạp chí Nam Phong đã có ảnh hưởng về hai phương diện:
- Về đường văn tự, Nam Phong đã sáp nhập vào tiếng Việt nhiều danh từ triết học, khoa học mới, và luyện cho chữ quốc ngữ có thể diễn dịch được các lý thuyết, các ý tưởng về triết học, khoa học mới.
- Về đường học vấn, Nam Phong đã cho phổ biến những điều yếu lược của học thuật Âu Tây, đồng thời diễn đạt những điều đại cương trong các học thuyết cổ của Á Đông như Nho học, Phật học, v.v., và bảo tồn những điều cốt yếu trong văn hóa Việt Nam xưa (văn chương, phong tục, lễ nghi).

Một số tác giả cộng tác với báo Nam Phong:
- Đông Hồ Lâm Tấn Phác
- Nguyễn Bá Học
- Nguyễn Bá Trác
- Nguyễn Hữu Tiến
- Nguyễn Trọng Thuật
- Phạm Duy Tốn
- Trần Trọng Kim
- Tương Phố
- Tản Đà
- Dương Bá Trạc
- Dương Quảng Hàm
- Nam Trân
- Đạm Phương